# Carinha de Anjo
Carinha de Anjo är en brasiliansk såpopera från åren 2016–2018.

## Rollista
| Actor              | Personaje                  |
| ------------------ | -------------------------- |
| Lorena Queiroz     | Dulce Maria Rezende Lários |
| Maisa Silva        | Juliana Almeida            |
| Jean Paulo Campos  | José Carlos de Oliveira    |
| Sienna Belle       | Frida Bastos               |
| Renata Randel      | Bárbara Guerra Smith       |
| Gabriel Miller     | Emílio Almeida             |
| Leonardo Oliveira  | José Felipe de Oliveira    |
| Kaleb Figueiredo   | Luciano Bastos             |
| Marianna Santos    | Adriana Figueiredo         |
| Duda Silva         | Maria Eduarda              |
| Helena Luz         | Lúcia Junqueira            |
| Valenthina Rodarte | Valenthina                 |
| Brenda Santiago    | Brenda                     |
| Manuela Fernandes  | Fernanda                   |
| Isa Nakahara       | Isabela                    |
| Jasmim Sabino      | Jasmim                     |
| Lara Fanganielo    | Lara                       |
| Giovanna Nasser    | Giovanna                   |
| Juju Mattos        | Ana Júlia                  |
| Manuela Dieguez    | Débora                     |
| Luiza Aguirre      | Luiza                      |
| Manuela Munhoz     | Manuela                    |
| Mariana Amor       | Mariana                    |
| Sofia Rigoni       | Ana Sofia                  |